# Poletni trikotnik
Polétni trikótnik je astronomski asterizem, ki vključuje namišljeni trikotnik, narisan na severno nebesno poloblo skozi svetle zvezde Altair (α Orla), Deneb (α Laboda) in Vego (α Lire). Trikotnik povezuje tri ozvezdja, v katerih so te zvezde navidezno najsvetlejše.
V Združenem kraljestvu je izraz razširil angleški ljubiteljski astronom sir Patrick Moore v 1950-ih, čeprav ga ni on skoval. Avstrijski astronom Oswald Thomas je opisal te zvezde kot »Veliki trikotnik« (Grosses Dreieck) v poznih 1920-ih in leta 1934 kot »Poletni trikotnik« (Sommerliches Dreieck). Asterizem sta omenjala Joseph von Littrow, ki ga je v svojem spremnem besedilu za atlas leta 1866 opisal kot »Jasni trikotnik«, in Bode, ki je povezal zvezde, sicer brez oznak, na karti v knjigi iz leta 1816.
Poletni trikotnik leži skoraj v nadglavišču opazovalca na srednjih severnih zemljepisnih širinah med poletnimi meseci, viden pa je tudi spomladi zgodaj zjutraj. Jeseni je Poletni trikotnik viden zvečer vse do novembra. Na južni Zemljini polobli je obrnjen in viden pozimi nizko nad obzorjem.

## Zvezde poletnega trikotnika
| ime   | ozvezdje | m    | M     | izsev (L⊙ = 1) | sp. r. | a [ sv. l. ] |
| ----- | -------- | ---- | ----- | -------------- | ------ | ------------ |
| Vega  | Lira     | 0,03 | 0,58  | 52             | A0     | 25           |
| Deneb | Labod    | 1,25 | -8,73 | 70.000         | A2     | 3230         |
| Atair | Orel     | 0,77 | 2,22  | 10             | A7     | 16,6         |